# TSG Lübbenau 63
Die TSG Lübbenau 63 ist ein 1963 gegründeter deutscher Sportverein aus Lübbenau/Spreewald im Landkreis Oberspreewald-Lausitz in Brandenburg. Im Verein wird unter anderem Fußball, Handball und Badminton gespielt.

## Fußball

Historisches Logo der TSG

Die TSG Lübbenau entstand am 27. April 1963 aus einer Fusion der unterklassigen Vereine Aktivist Lübbenau und Turbine Lübbenau. Als Trägerbetrieb fungierte das ortsansässige Braunkohlewerk. Bereits ein Jahr nach dem Zusammenschluss gelang der TSG Lübbenau der Aufstieg in die Bezirksliga Cottbus. Nach über einem Jahrzehnt Drittligafußball gewann Lübbenau in der Saison 1977/78 erstmals die Meisterschaft im Bezirk Cottbus und stieg in die DDR-Liga auf.

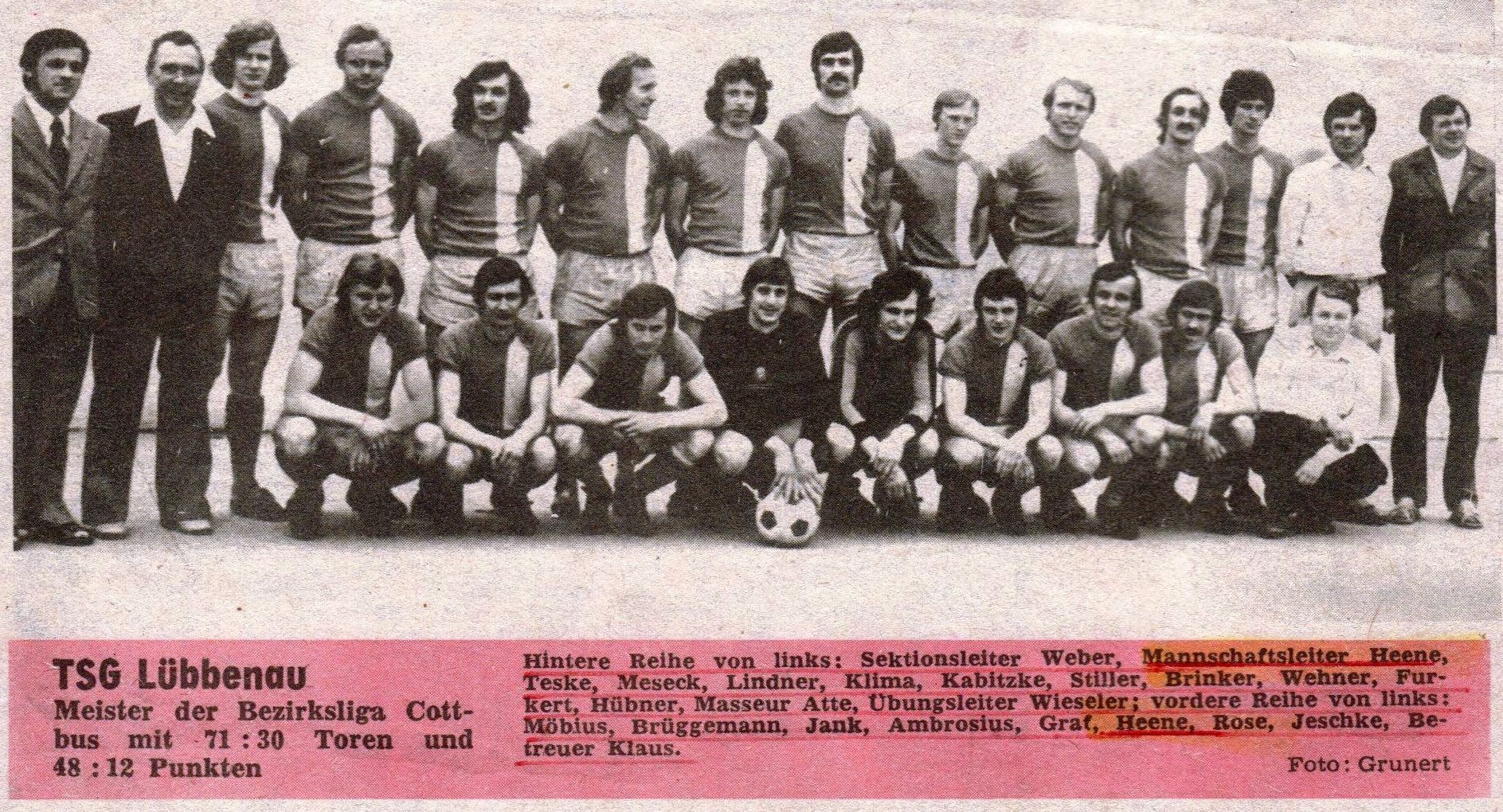
FUWO 1978 Aufsteiger DDR Liga Staffel D

Den Klassenerhalt verpasste Lübbenau hinter Motor „Fritz Heckert“ nur mit geringen Rückstand und musste nach nur einer Spielzeit gemeinsam mit Robur Zittau und der TSG Gröditz die Liga wieder verlassen. 1980 gelang dem Verein aus der Niederlausitz analog zu 1978 erneut vor der zweiten Mannschaft von Energie Cottbus der sofortige Wiederaufstieg. Auch im zweiten Anlauf musste die TSG Lübbenau diesmal als abgeschlagener Tabellenletzter absteigen.

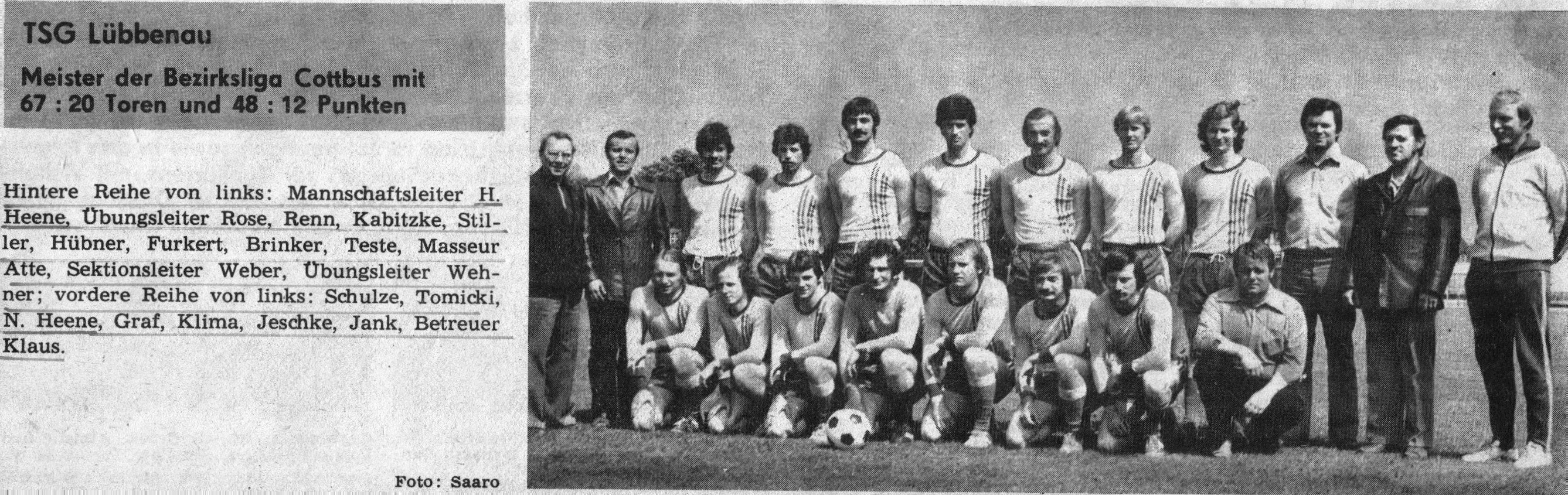
FUWO 1980 Aufsteiger DDR Liga Staffel D

In der Folgezeit spielte Lübbenau bis zur Wende durchweg in der Bezirksliga. In den Jahren 1983 und 1989 wurde hinter Chemie Döbern und Chemie Guben der erneute Aufstieg als Zweitplatzierter nur knapp verpasst. Durch den Gewinn des Cottbuser Bezirkspokals nahm Lübbenau 1989 erstmals am FDGB-Pokal teil, in dem man in der ersten Hauptrunde gegen den BFC Dynamo mit 0:5 unterlag. Nach der Wende wurde die TSG Lübbenau in die Verbandsliga Brandenburg integriert. Nach einer schwachen ersten Saison, in der sich Lübbenau nur knapp vor Absteiger Preußen Frankfurt rettete, konnten sich die Brandenburger bis 1996 in der Verbandsliga etablieren.
Seit dem erneuten Abstieg aus der Landesliga in der Spielzeit 2002/03 spielte die TSG Lübbenau in der Landesklasse Mitte Brandenburg. In der Spielzeit 2009/2010 ist die TSG Lübbenau erneut abgestiegen und spielte in der Kreisliga Spreewald. Ein Jahr später gelang die Rückkehr in die Landesklasse. Nach mittlerweiligem Abstieg in die Kreisliga Südbrandenburg Nord kehrte man 2016 erneut in die Kreisoberliga zurück.
Heimstätte der Brandenburger ist das Spreewaldstadion, welches 3000 Zuschauern Platz bietet.

### Statistik
- Teilnahme DDR-Liga: 1978/79, 1980/81
- Ewige Tabelle der DDR-Liga: Rang 150

### Personen
- Lothar Hause
- Norbert Heene
- Uwe Jank
- Dirk Minkwitz
- Wolfgang Pietsch
- Bernd Schmidt
- Michael Wawrok
- Werner Wehner

## Badminton
Schon der Vorgängerverein Turbine Lübbenau spielte im Badminton im Bezirk Cottbus eine Vorreiterrolle. Bei den ersten beiden Bezirksmannschaftsmeisterschaften Ende der 1950er Jahre stand Turbine jeweils im Finale und unterlag dort dem späteren ersten DDR-Meister Aktivist Tröbitz. Bei Nachwuchs- und Seniorenmeisterschaften konnten Michael Lehmann, Elli Suba, Klaus Vater, Elli Jordan, Marina Suba, Franz Bubas, Petra Steffens, Barbara Wilhelm, Gero Feldbinder und Diana Moschinski Medaillen erkämpfen. 1973 wurde die TSG Lübbenau Dritter bei den DDR-Mannschaftsmeisterschaften der Schüler. Die erste Erwachsenenmannschaft spielte jahrelang in der DDR-Liga. Mit der Wende kam der Spielbetrieb im Verein nahezu vollständig zum Erliegen.

## Handball
Die Handballabteilung des Vereins hat etwa 100 Mitglieder, die in sieben Mannschaften spielen. Die Abteilung entstand aus dem 1956 gegründeten Verein Lok Lübbenau.
Die erste Männermannschaft gewann fünf Meistertitel und wurde achtmal Vizemeister; 1989 stieg sie in die Oberliga auf und spielte anschließend sechs Jahre in der Regionalliga. Seitdem spielte sie in der BB-Liga und ab 2010 in der neu gegründeten Handball-Oberliga Ostsee-Spree. Im Jahr 2022 stieg die Mannschaft in die Brandenburg-Liga ab.

## Weitere Sportarten
Weitere Sportarten, die die TSG Lübbenau anbietet sind Volleyball, Judo, Leichtathletik, Bogenschießen, Aerobic, Gymnastik, Kegeln und Tischtennis.